# パティー・サワディー
「パティー・サワディー」は、特撮の通算4枚目のシングル。2002年11月7日に徳間ジャパンコミュニケーションズよりリリース。

## 解説
前作「ヨギナクサレ」より約1年3か月ぶりのシングルリリース。

## 収録曲
1. パティー・サワディー
作詞・作曲：大槻ケンヂ / 編曲：特撮
2. 渚の前衛ダンサー (ヴァージョン冬)
作詞：大槻ケンヂ / 作曲：NARASAKI / 編曲：特撮

## 収録アルバム
| 曲名                 | 収録アルバム                | 発売日         | 備考           |
| -------------------- | --------------------------- | -------------- | -------------- |
| パティー・サワディー | 『初めての特撮 BEST vol.1』 | 2002年11月21日 | ベストアルバム |

| スタブアイコン | サブスタブ | この項目は、まだ閲覧者の調べものの参照としては役立たない、シングルに関連した書きかけの項目です。この項目を加筆・訂正などしてくださる協力者を求めています（P:音楽/PJ:楽曲）。 |